# Morihei Ueshiba
Morihei Ueshiba (jap. 植芝 盛平 Ueshiba Morihei), ur. 14 grudnia 1883 w Tanabe, zm. 26 kwietnia 1969 w Iwamie w prefekturze Ibaraki) – japoński twórca aikido, praktyk i teoretyk sztuk walki. Często określany jako ō-sensei („wielki nauczyciel”).

## Życiorys

### Dzieciństwo i młodość
Morihei urodził się w prefekturze Wakayama w Japonii, jako czwarte dziecko długoletniego członka władz wioski. W czasie jego dzieciństwa rodzina Ueshiba mieszkała w Maizuru (prefektura Kioto). Jako dziecko przejawiał duże zainteresowanie studiami religijnymi i filozoficznymi. Po ukończeniu szkoły pracował w urzędzie podatkowym. Zrezygnował z zatrudnienia w 1902 roku, na znak protestu przeciwko nowym podatkom nakładanym na rolników i rybaków. W tym samym roku otworzył sklep w Tokio. Właśnie podczas swojego pobytu w Tokio Ueshiba rozpoczął praktykę tradycyjnego jūjutsu i kenjutsu. Wkrótce jednak zapadł na beri-beri i powrócił do prefektury Tanabe. Tam poślubił Hatsu Itokawę, dziewczynę, którą znał od dzieciństwa.

### Okres wojny rosyjsko-japońskiej
W atmosferze narastającego napięcia między Japonią i Rosją, w 1903 roku Morihei Ueshiba zgłosił się do wojska. Po wybuchu wojny rosyjsko-japońskiej został wysłany do Mandżurii, będąc wówczas w randze kaprala. Do Japonii powrócił jako sierżant, awansowany za odwagę na polu walki. Zgodnie z legendą „potrafił wyczuć pocisk wycelowany w jego kierunku zanim jeszcze padł strzał” (jest to jedna z wielu opowieści o szczególnych umiejętnościach ō-sensei'a). Mimo rekomendacji do Narodowej Akademii Wojskowej, wystawionej przez jego dowódcę, zrezygnował z dalszej służby.
Po powrocie do Tanabe zajmował się rodzinnym gospodarstwem i brał czynny udział w życiu miejscowej społeczności. W tym okresie pobierał też nauki u Kiyoichiego Takagi (9 dan Kōdōkan judo) oraz u Masakatsu Nakai (jūjutsu). Po trzech latach, w 1910 roku, Ueshiba dołączył do projektu osadniczego. Wraz z żoną, ich pierwszym dzieckiem i około 80 ochotnikami udał się w 1912 roku na północną wyspę Hokkaido. W osadzie Shirataki spędził siedem lat. Podczas swojego pobytu na Hokkaido spotkał Sōkaku Takedę, mistrza Daitō-ryū aiki-jutsu, prawdopodobnie najważniejszej ze sztuk walki, z których Morihei Ueshiba stworzył swój własny styl.

### Fascynacja religią Ōmoto-kyō
Wiosną 1919 roku poważnie zachorował ojciec Ueshiby. Podczas podróży z Hokkaido do Tanabe Morihei zatrzymał się w Ayabe, aby modlić się za zdrowie ojca. Spotkał tam Onisaburō Deguchi, przywódcę sekty religijnej Ōmoto-kyō. Po śmierci ojca i okresie żałoby Ueshiba postanowił przeprowadzić się do Ayabe, aby prowadzić bardziej uduchowiony tryb życia pod przewodnictwem Onisaburō Deguchi. Rok 1920 był dla niego szczególnie ciężki: stracił ojca i dwóch synów (z powodu choroby).
Razem z rodziną (w 1921 roku urodził się jego syn, Kisshōmaru), spędził w Ayabe 8 lat. W tym okresie otworzył swoje pierwsze dojo, w którym nauczał daitō-ryū aiki-jutsu. Jego nauczanie zaczęło nabierać bardziej duchowego charakteru, co zaowocowało odejściem od konwencji yagyū-ryū jūjutsu i daitō-ryū aiki-jutsu. W poszukiwaniu prawdziwego budō przyjął oryginalne podejście, łącząc sztukę walki z religijnymi zasadami, starając się połączyć Ciało, Umysł i Ducha. W 1922 roku po raz pierwszy użył nazwy aiki-bujutsu w odniesieniu do swojego stylu. 
W latach dwudziestych sekta Ōmoto-kyō miała wiele problemów, głównie z powodu nieprzewidywalnego zachowania swojego przywódcy, Onisaburō. W 1921 roku był aresztowany za obrazę majestatu, gdy ogłosił się zbawicielem i prawowitym cesarzem („incydent Ōmoto”). W 1924 roku postanowił założyć „królestwo niebieskie na ziemi”, umiejscawiając je w Mongolii. Ueshiba brał udział w tej wyprawie, od początku skazanej na porażkę. Członkowie sekty zostali natychmiast aresztowani przez Chińczyków i skazani na śmierć. Udało im się wrócić do Japonii dzięki interwencji japońskiego konsula.

### Powstanie aikido
Morihei Ueshiba powrócił do Ayabe, dalej ucząc sztuk walki i uprawiając rolę. Kontynuował naukę jūjutsu i walki mieczem, zainteresował się również walką włócznią (sōjutsu). Jednak po bliskim spotkaniu ze śmiercią w Mongolii wiele się zmieniło. Wielokrotnie odwoływał się do manifestacji siły duchowej. W 1925 roku został wyzwany przez oficera marynarki i pokonał go bez walki. Zgodnie z legendą, czuł gdzie uderzy shinai, zanim jeszcze oficer wykonał ruch. Po tej walce doświadczył uczucia prawdziwego połączenia Ciała i Ducha, całkowitej jedności Wszechświata i Jednostki, uświadamiając sobie wyraźnie zasady, na których zbudował filozofię aikido. Po tym wydarzeniu zmienił nazwę swojego stylu z aiki-bujutsu (sztuka walki aiki) na aiki-budō (droga walki aiki).
W 1925 roku Morihei Ueshiba i jego sztuka walki zaczęły zdobywać popularność w Japonii i Morihei został zaproszony do Akademii Marynarki w Tokio przez admirała Isamu Takeshitę. W czasie tej samej wizyty zaprezentował swoją sztukę na dworze cesarskim. W ciągu następnych dwóch lat był kilkakrotnie zapraszany do Tokio. W lutym 1927 roku zdecydował się przenieść do Tokio na stałe, poświęcając się nauczaniu swojej sztuki walki. W 1930 roku jego styl został określony jako „idealne budō” przez Jigorō Kanō, twórcę judō. Aż do wybuchu II wojny światowej Morihei Ueshiba nauczał, ciesząc się coraz większą popularnością. Jego uczniami byli między innymi oficerowie armii i marynarki oraz policjanci.
W 1942 roku Ueshiba przeniósł się do Iwama w prefekturze Ibaraki, będąc pewnym, że Tokio stanie się w końcu celem ataków. Mocno przeżywał fakt, że jego uczniowie, którym starał się wpoić zasady miłości i pokoju, obecnie toczą walki, zabijając innych ludzi. W Iwama Morihei rozpoczął budowę świątyni Aiki (Aiki Jinja) oraz dojo. Prace zostały zakończone w 1944 roku. W tym czasie przygotował również teren pod uprawę, zgodnie ze swoimi poglądami, że rolnictwo i prawdziwe budō są nierozłączne: zwiększenie mocy Ducha i uprawa ziemi powinny być tym samym. Zmienił nazwę aiki-budō na aiki-dō („droga harmonii ducha”). W wyniku wojny podjął decyzję, że aikido powinno rozprzestrzenić się na cały świat, a nie być udziałem tylko kilku wybranych ludzi. W dniu 22 listopada 1945 roku powstała fundacja Aiki-kai, na której czele stanął syn Morihei, Kisshōmaru. W 1964 został odznaczony Orderem Wschodzącego Słońca.
Po zakończeniu wojny nauczanie i praktykowanie sztuk walki było w Japonii zakazane przez amerykańskie siły okupacyjne. Jednakże, dzięki naciskowi kładzionemu na pokój i szukanie duchowej prawdy, aikido mogło być w pewnym zakresie nauczane. W latach pięćdziesiątych siedemdziesięcioletni już Ueshiba rozpoczął podróże po Japonii, prezentując swoją sztukę i starając się zdobyć dla aikido jak największą popularność. Morihei Ueshiba spędził na nauczaniu i prezentacjach ostatnie 19 lat swojego życia, aż do swojej śmierci 26 kwietnia 1969 roku. Kisshōmaru Ueshiba kontynuował dzieło swojego ojca jako następny dōshu, aż do swojej śmierci 4 stycznia 1999 roku. Obecnym dōshu jest Moriteru Ueshiba, syn Kisshōmaru.
Obecnie aikido należy do jednej z najszerzej znanych sztuk walki na świecie, a organizacja Aiki-kai zrzesza ponad 50 krajów. W Aiki Jinja w Iwama co roku odbywa się ceremonia na cześć Morihei Ueshiby, nad którą czuwają kapłani Ōmoto.
Ducha aikido oddaje powiedzenie przypisywane ō-sensei’owi: „Wygrana lub przegrana nie jest prawdziwym budō. Prawdziwe budō nie zna porażki. Nigdy nie przegrywać oznacza nigdy nie walczyć”.

## Uczniowie
Ueshiba miał wielu utalentowanych uczniów (uchideshi), z których wielu stało się wybitnymi nauczycielami. Byli to między innymi:
- Kazuo Chiba
- Gaku Homma
- Mitsugi Saotome
- Mitsunari Kanai
- Morihiro Saitō
- Gōzō Shioda
- Seiichi Sugano
- Nobuyoshi Tamura
- Kōichi Tōhei
- Shōji Nishio
- Kenji Tomiki
- Yoshimitsu Yamada
- Hirokazu Kobayashi
- Seiseki Abe
- Hiroshi Isoyama